# Parafia św. Wojciecha w Koszalinie
Parafia pw. św. Wojciecha w Koszalinie – rzymskokatolicka parafia dekanatu Koszalin, diecezji koszalińsko-kołobrzeskiej, metropolii szczecińsko-kamieńskiej. Siedziba parafii mieści się w Koszalinie. 
Parafia została utworzona w dniu 4 listopada 1980 roku przez biskupa Ignacego Jeża.

## Miejsca święte

### Kościół parafialny
Kościół pw. św. Wojciecha w Koszalinie

### Kościoły filialne i kaplice
- Kaplica w domu zakonnym Sióstr Szensztackich w Koszalinie[1]
- Kaplica w domu zakonnym Sióstr Maryi Gwiazdy Porannej w Koszalinie[1]
- Kaplica pw. św. Brata Alberta w szpitalu w Koszalinie[1]
- Kaplica pw. św. Józefa w domu zakonnym Sióstr ze Wspólnoty Dzieci Łaski Bożej w Koszalinie[1]
- Kaplica pw. św. Maksymiliana Kolbego w hospicjum w Koszalinie[1]

## Duszpasterze

### Proboszczowie
| Proboszczowie      | Okresy urzędowania w Parafii | Źródła |
| ------------------ | ---------------------------- | ------ |
| Marian Błaszczuk   | 1980–2011                    | [ 1 ]  |
| Andrzej Hryckowian | 2011 – nadal                 | [ 1 ]  |